# Hippotion scrofa
Hippotion scrofa là một loài bướm đêm thuộc họ Sphingidae. Nó được tìm thấy ở Úc, Nouvelle-Calédonie và Vanuatu.
Sải cánh dài khoảng 70 mm.
Ấu trùng ăn Epilobium, Coprosma repens, Ipomoea và Fuchsia.

## Hình ảnh

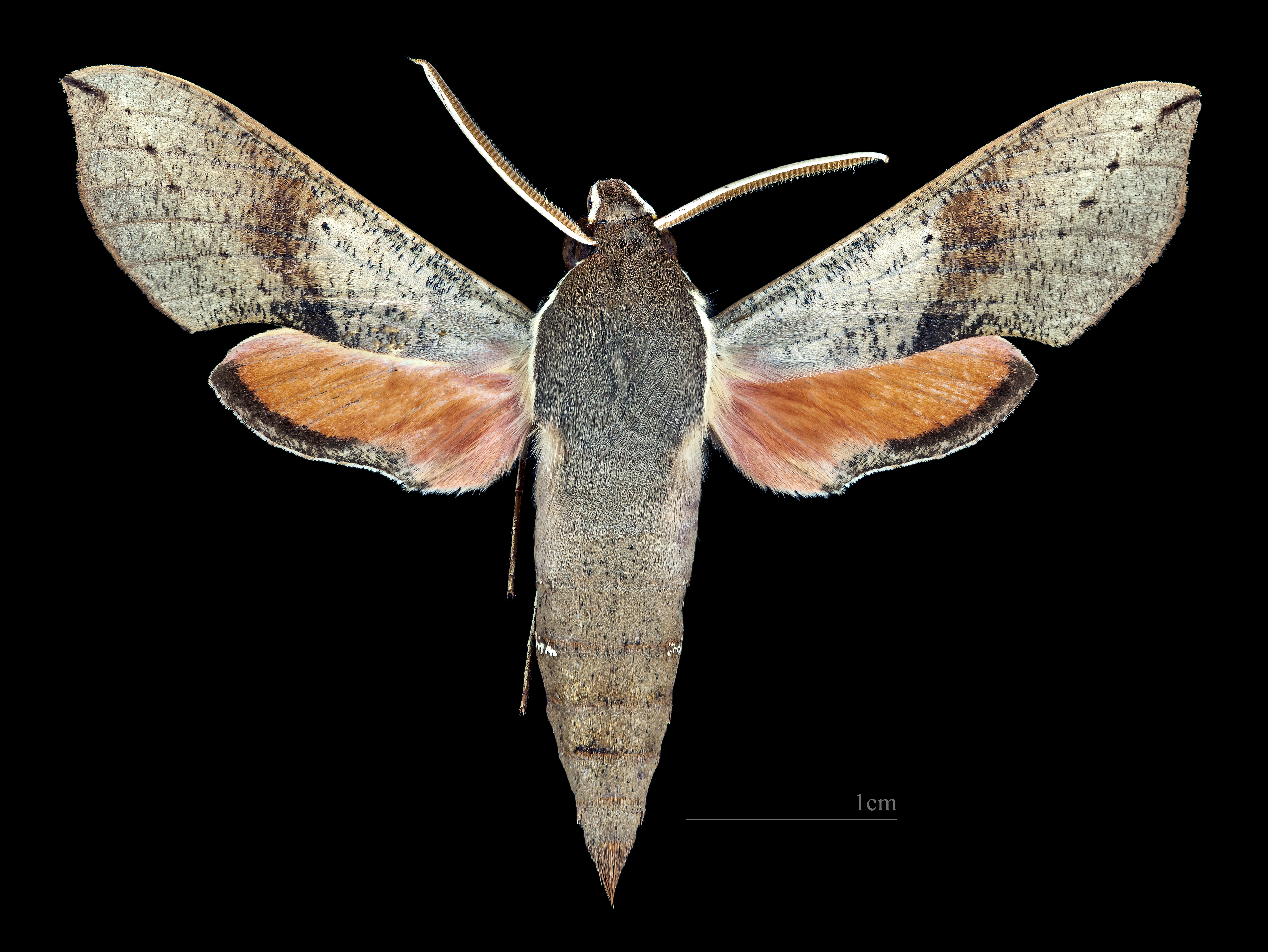
Hippotion scrofa ♂
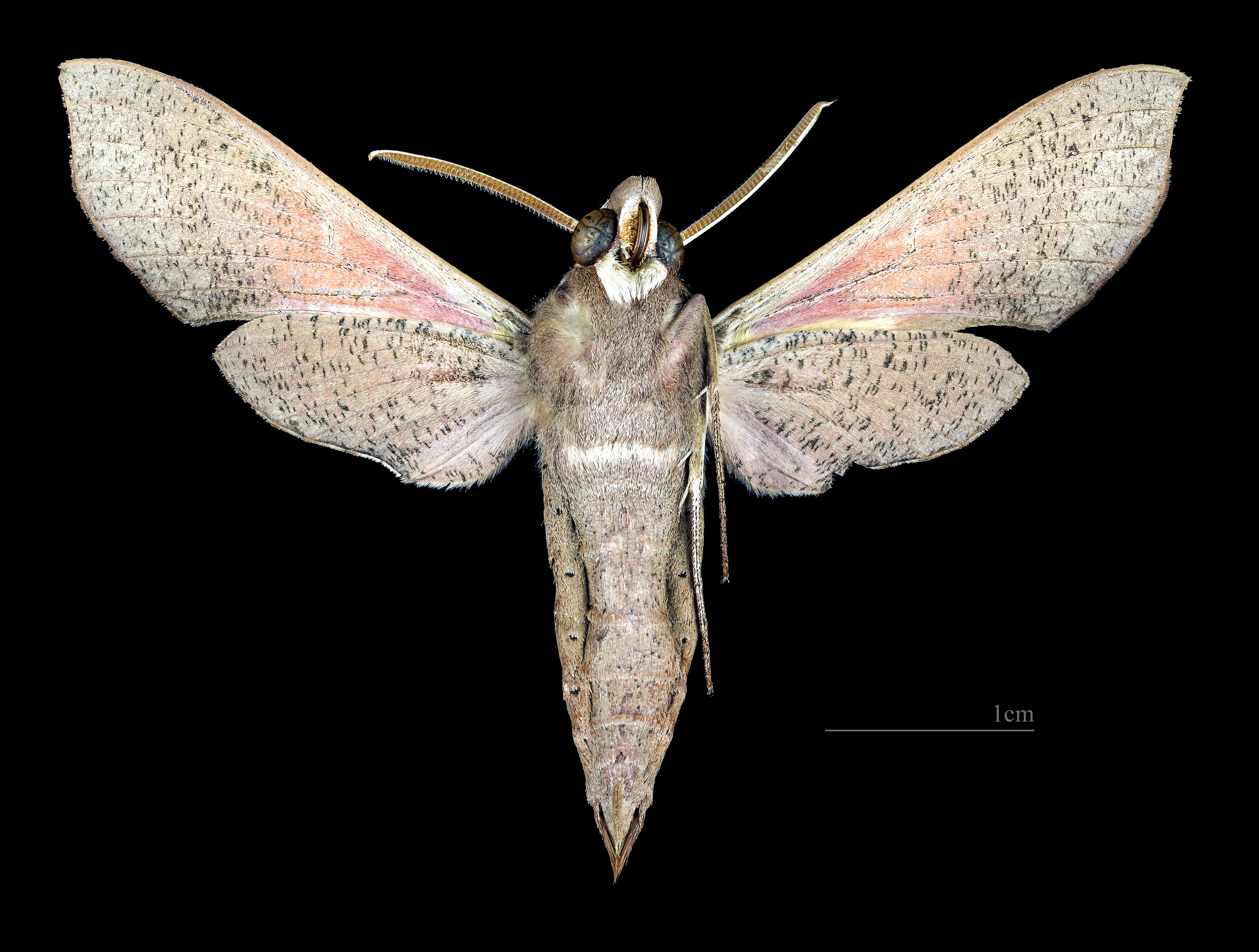
Hippotion scrofa ♂   △
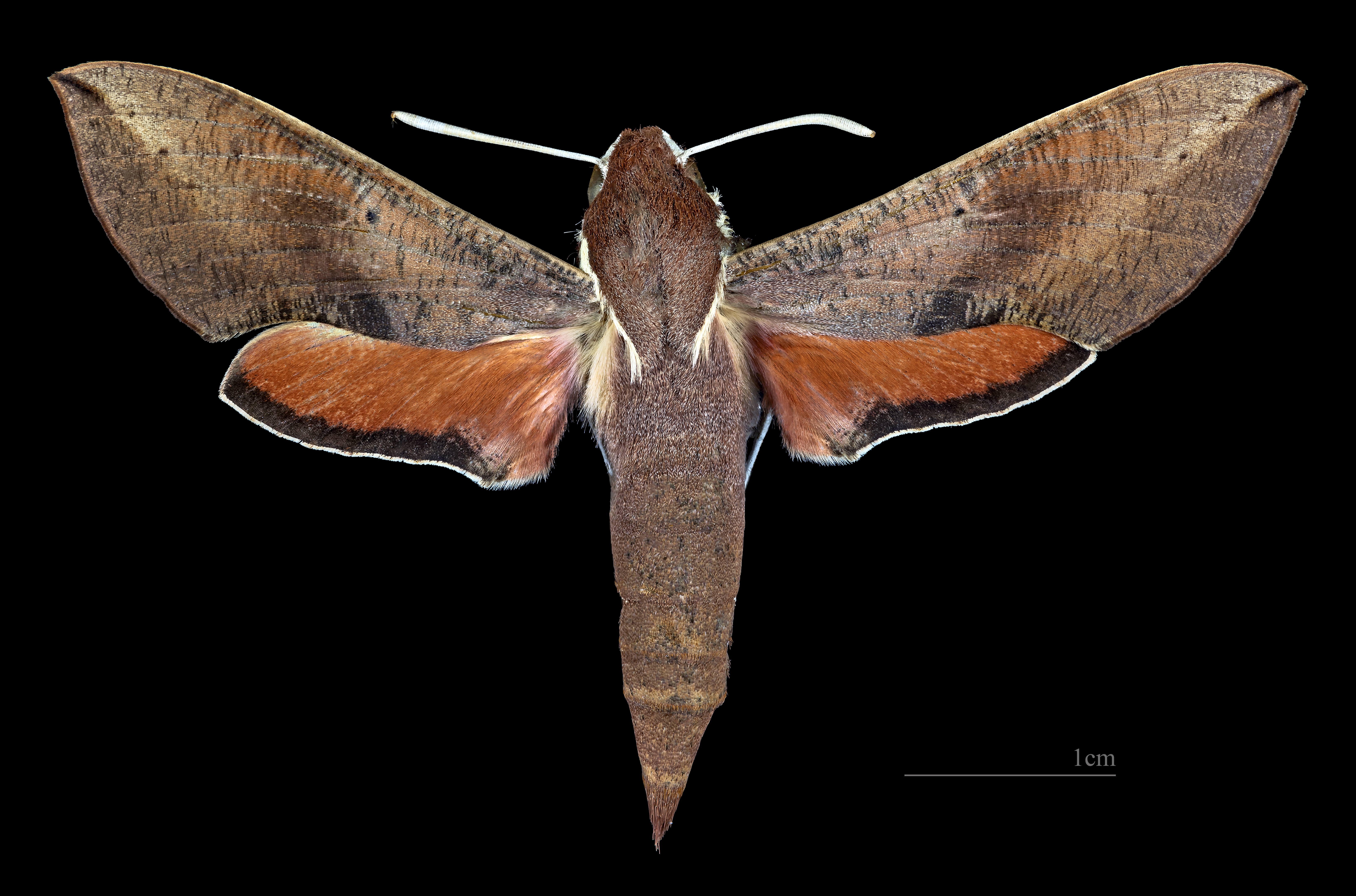
Hippotion scrofa  ♀
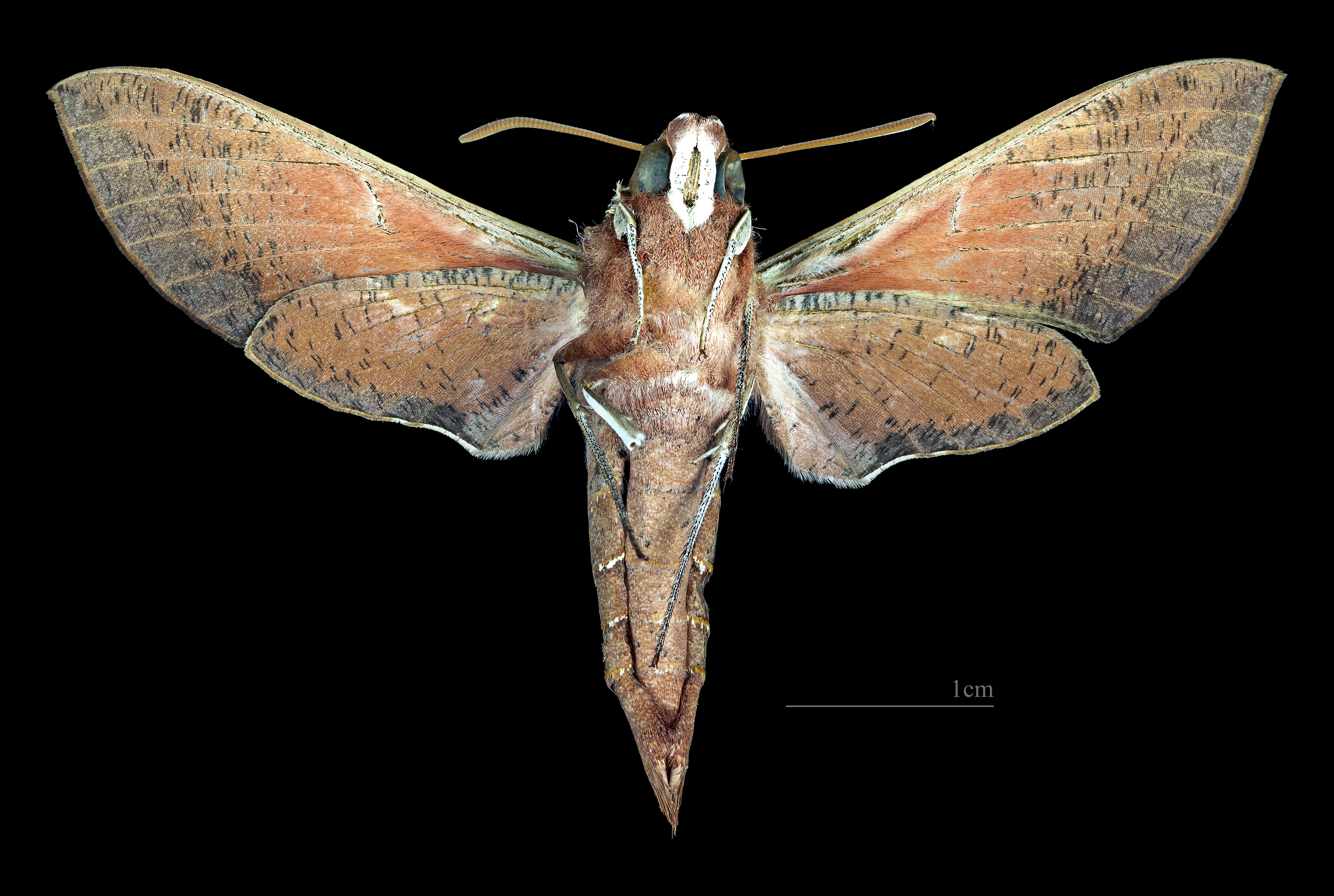
Hippotion scrofa  ♀ △